# Espluga d'en Ponça
L'Espluga d'en Ponça, de vegades grafiat Espluga d'en Ponsa o fins i tot d'en Ponsà, és, de fet, un conjunt de tres cavitats naturals del terme d'Abella de la Conca, al Pallars Jussà, a prop de l'extrem oest del terme, limítrof amb Conca de Dalt (antic terme d'Hortoneda de la Conca. És un jaciment arqueològic inclòs a l'Inventari del Patrimoni Arqueològic i Paleontològic de Catalunya.

## Etimologia
Segons Joan Coromines, el topònim Esplugues procedeix del mot comú llatí speluncas (coves o baumes).

## Descripció

L'Espluga d'en Ponça, respecte del terme d'Abella de la Conca

Està situada a Ordins, a 1.150 m d'altitud, al vessant nord-oest de la Roca de Monteguida, al sud-oest de la Collada del Trumfo. Té el Pou d'Ordins a llevant, i les Pedrusques i el Planell del Congost a ponent. Al Municipi de l'Abella de la Conca (Pallars Jussà), a l'extrem oest de la població, està situat prop d'Ordins al vessant nord-oest de la Roca de Monteiguda i al sud-oest de la collada del Trumfo. En aquesta latitud s'hi troba el Barranc del congost, on passat un molinot natural anomenat "la Pedra Ficada", cal continuar pel barranc fins a arribar poc abans del coll de Gasó. Des d'aquest punt, a l'est, es troba una gran obertura on es localitza la cova d'en Ponsa.
La primera cavitat és una surgència fossilitzada de 35 metres de recorregut; la segona i la tercera són baumes interconnectades de, respectivament, 30 metres d'amplària per 25 de fondària per 20 d'alçària i 20 per 15 i per 20, en els mateixos conceptes. La més explorada és la número 3, que està seguida per una cova de 12 d'amplada per 10 de fondària i 3 d'alçada, amb el terra ple de blocs caiguts del sostre. El terra és compost de blocs del sostre caiguts en tota l'extensió del pendent. Dins la mateixa cova també trobem una balma on també s'ha pogut identificar material arqueològic.

## Història
Es tracta d'unes cavitats d'habitació prehistòrica, sense presència d'estructures constructives. Les excavacions fetes en el lloc van permetre datar el jaciment en el Paleolític Mitjà (entre 90.000 i 33.000 anys abans de la nostra era). S'hi van trobar fragments de ceràmica de reflexos metàl·lics, prehistòrica, però tardana, així com una làmina de cresta de sílex.
És un conjunt de tres coves naturals en les quals no s'han trobat cap tipus d'estructura, no obstant, s'han pogut localitzar restes ceràmiques i lítiques del Paleolític mitjà (90.000 i 33.000 a.n.e), que en principi estaria catalogada com un àmbit d'habitació. Malauradament no ha sigut subjecte d'una excavació en extensió i el que se sap és gràcies a les poques prospeccions que s'han dut a terme.